# Fraxern
Fraxern település Ausztria legnyugatibb tartományának, Vorarlbergnek a Feldkirchi járásában található. Területe 8,87 km², lakosainak száma 663 fő, népsűrűsége pedig 75 fő/km² (2014. január 1-jén). A település 817 méteres tengerszint feletti magasságban helyezkedik el.

## Fordítás
- Ez a szócikk részben vagy egészben  a   Fraxern című angol Wikipédia-szócikk ezen változatának fordításán alapul.  Az eredeti cikk szerkesztőit annak laptörténete sorolja fel. Ez a jelzés csupán a megfogalmazás eredetét és a szerzői jogokat jelzi, nem szolgál a cikkben szereplő információk forrásmegjelöléseként.